# 炎魔斑
炎魔斑（balrog，/ˈbælrɒɡ/）是冥王星暗黑色指節套環系列中最大的一節。它是冥王星赤道上繼克蘇魯區之後最大的黑暗地區，並且位於冥王星領先半球的中間。它是以J.R.R.托爾金小說中地下惡魔種族炎魔的名字命名。

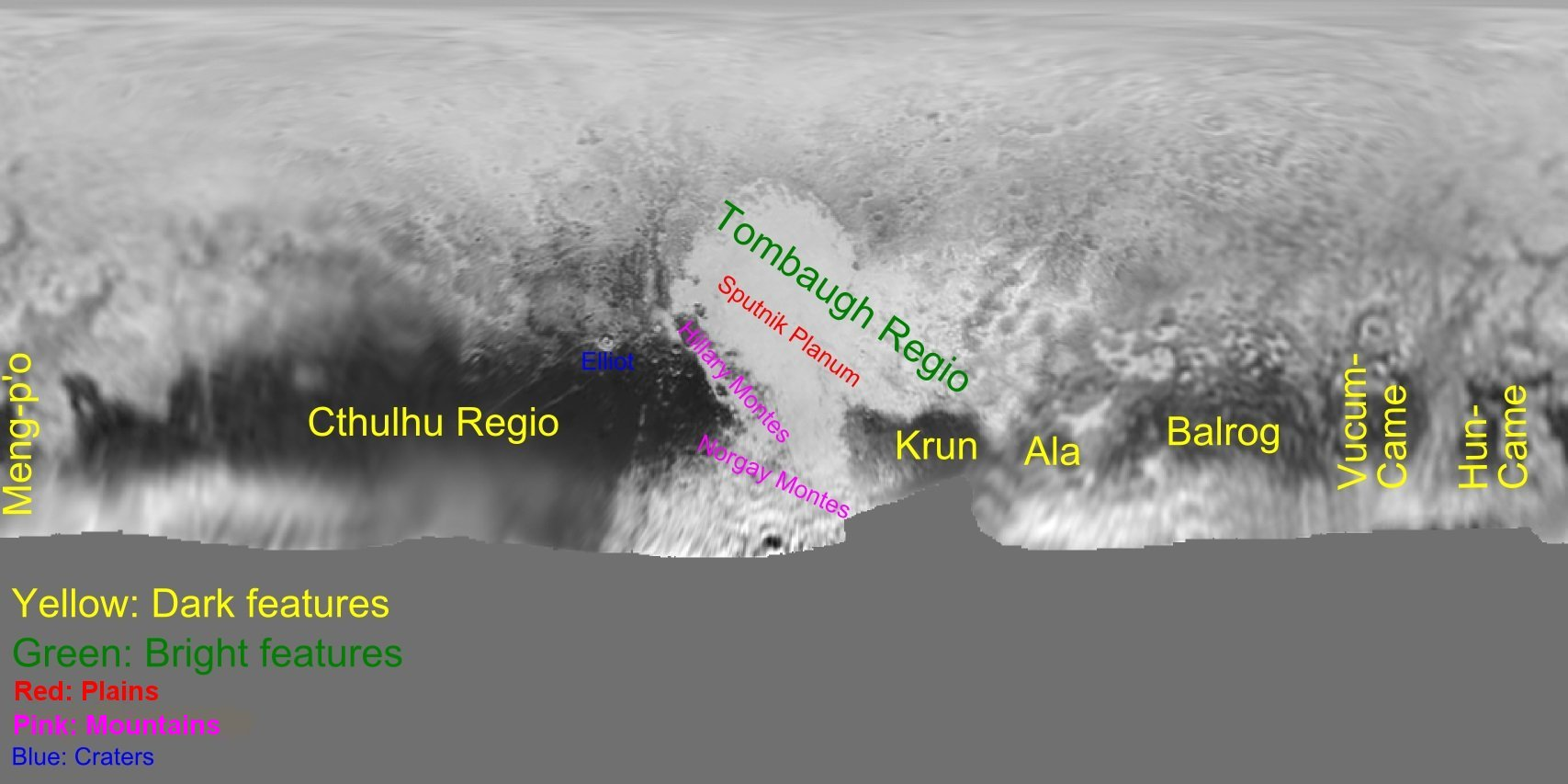
克蘇魯區和"指節套環"。炎魔斑是位於西經90的一大片地區。